# Пеулешть (Прахова)
Пеулешть, Пеулешті (рум. Păulești) — село у повіті Прахова в Румунії. Входить до складу комуни Пеулешть.
Село розташоване на відстані 63 км на північ від Бухареста, 8 км на північний захід від Плоєшті, 77 км на південь від Брашова.

## Населення
За даними перепису населення 2002 року у селі проживали 1975 осіб, з них 1970 осіб (99,7%) румунів. Рідною мовою 1971 особа (99,8%) назвала румунську.